# Barkley: Shut Up and Jam! 2
Barkley: Shut Up and Jam! 2 est un jeu vidéo de basket-ball sorti en 1995 sur Mega Drive. Le jeu a été développé puis édité par Accolade. Il fait suite à Barkley: Shut Up and Jam!.
Le titre du jeu fait référence à Charles Barkley, célèbre basketteur de la NBA.